# 細川知正
細川 知正（ほそかわ のりただ、1941年1月13日 - ）は元日本テレビ放送網代表取締役社長。
日本テレビの最高顧問、マッドハウス代表取締役会長、公益財団法人徳間記念アニメーション文化財団理事等を歴任した。東京都出身。

## 略歴
- 1963年3月 - 東京教育大学文学部を卒業。
- 1963年6月 - 日本テレビ放送網入社。
- 1995年6月 - ネットワーク局長
- 2000年6月 - 取締役経理局長
- 2001年6月 - 取締役常務執行役員
- 2003年6月 - 取締役専務執行役員
- 2005年6月 - 取締役副社長執行役員
- 2007年6月 - 代表取締役会長執行役員
- 2009年3月 - 代表取締役会長兼社長執行役員
- 2009年6月 - 代表取締役社長執行役員
- 2011年6月 - 代表取締役会長執行役員
- 2012年6月 - 取締役最高顧問
- 2013年1月 - 学校法人茨城キリスト教学園理事長に就任。
- 2013年6月27日 - 日本テレビ放送網取締役最高顧問退任
- 2019年4月 - 学校法人茨城キリスト教学園総長

## 補足
- 2008年11月23日放送の「真相報道 バンキシャ!」の岐阜県庁裏金問題をめぐる誤報事件（岐阜県庁裏金誤報事件）で、2009年3月16日に久保伸太郎社長（現：取締役相談役）が責任をとり辞任。以後は細川が会長と社長を兼務していたが、同年6月26日付で氏家齊一郎取締役会議長が会長に返り咲き、細川は社長に専念する。2011年6月には大久保好男取締役が社長に昇格し、細川は同年3月の氏家会長死去により空席となった会長職に復帰。
- 敬虔なキリスト教徒としても有名で、日曜日は欠かさず礼拝に出席している[1]。

## 同期入社
- 小林完吾（南日本放送から移籍）
- 青尾幸
- 徳光和夫
- 中島銀兵（「笑点」「お笑いスター誕生!!」プロデューサー、日本テレビ在籍中の1996年に死去。）